# Nicolò Lorenzo
Nicolò Lorenzo   (Trieste, 1789 - c. 1850) fou un músic austríac.
Es dedicà a l'ensenyança del cant i fou, a més, organista i compositor. Estudià música a Viena i durant uns anys va romandre a Dresden, on va tenir molts deixebles, fins que el 1830 es traslladà a París, on guanyà, mitjançant concurs, la plaça d'organista a l'església de Sainte-Élisabeth.
Va compondre moltes obres de caràcter religiós, entre les quals tres ofertoris, un Tantum ergo i diverses composicions per a orgue, harmònium i piano.